# Siloverteiler

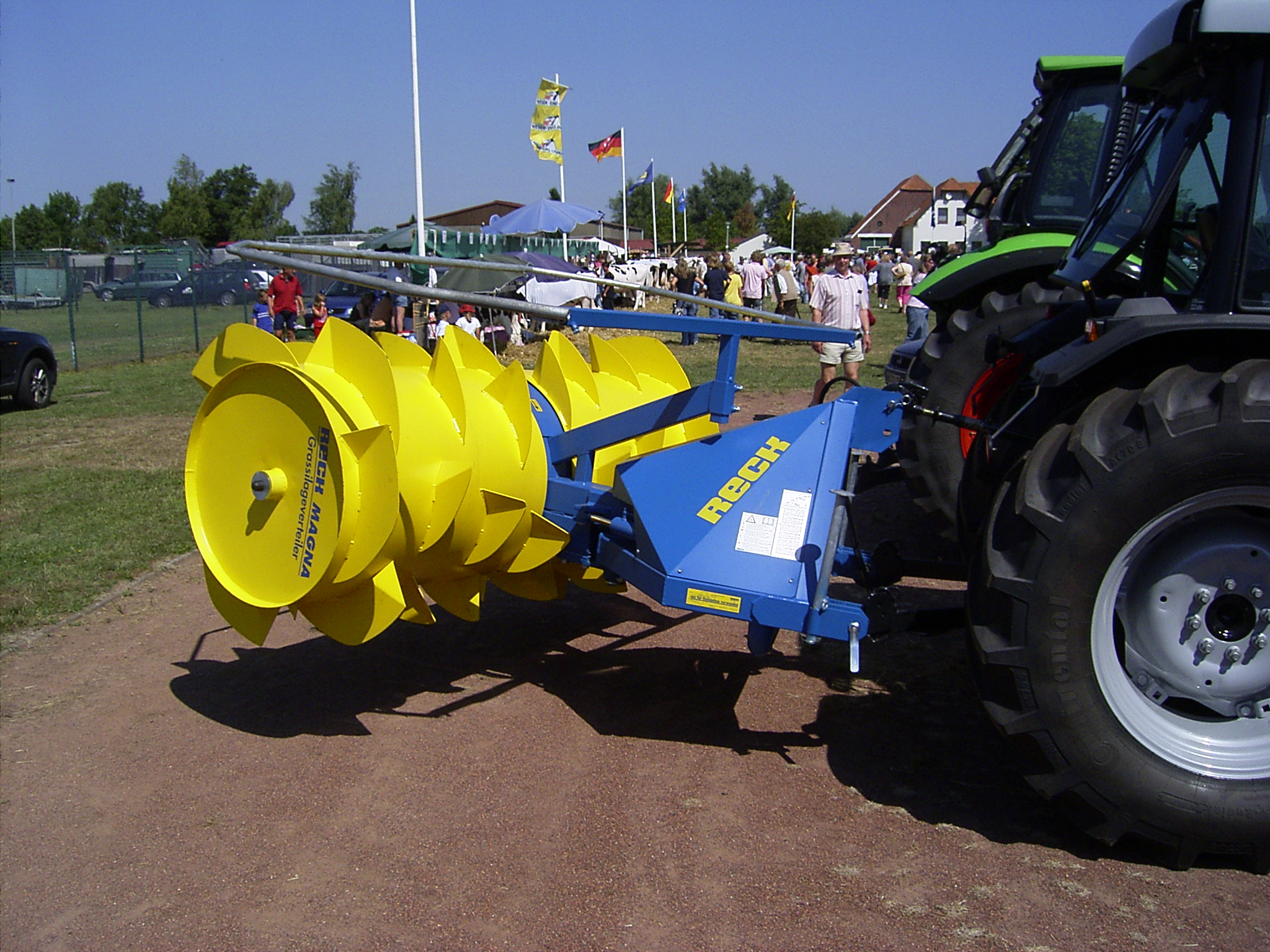
Siloverteiler eines Landmaschinenherstellers

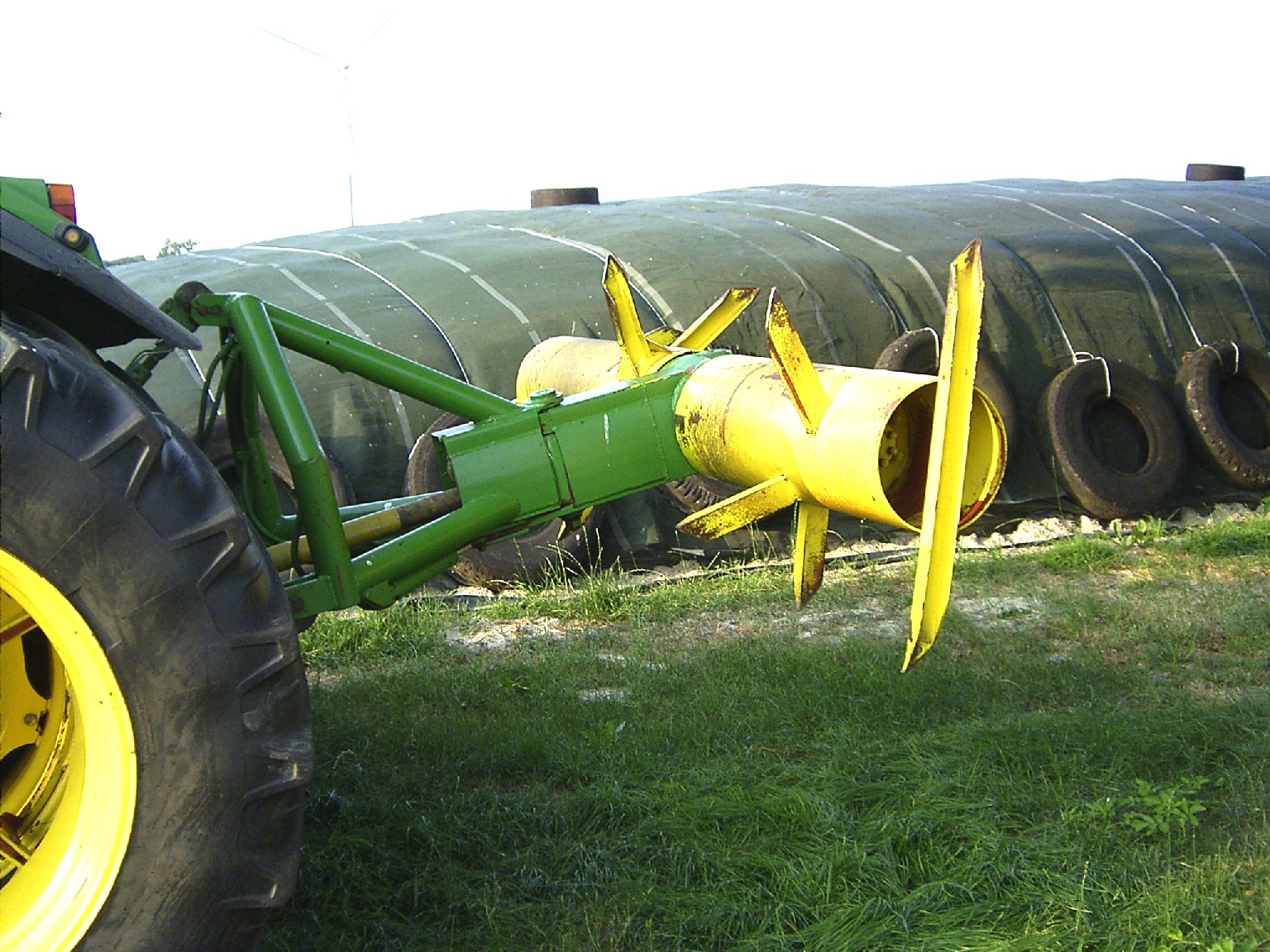
Selbstgebauter Siloverteiler vor einem eingedeckten Fahrsilo

Siloverteiler sind landwirtschaftliche Anbaugeräte für Traktoren zur Herstellung von Silage.
Es werden zwei Bauarten unterschieden. Die ersten Siloverteiler waren von der Zapfwelle des Traktors angetriebene mit Zinken bestückte Teller. Vom Prinzip sind sie verstärkte Kreiselzettwender. Diese Bauform hat den Nachteil, dass das Erntegut systembedingt nur zu einer Seite befördert werden kann und das nur durch die Verwendung von Schutztüchern ein einigermaßen genaues Arbeiten möglich ist. Diese Tücher stören jedoch bei der Walzarbeit in der Nähe von Silowänden. Die meisten heute verkauften Siloverteiler bestehen aus einer mit Zacken oder Blechen besetzten drehbaren waagerechten Trommel, mit der das angewelkte und von Ladewagen kleingeschnittene Gras auf dem Siloplatz verteilt wird. Dadurch soll eine gleichmäßige Verdichtung und ein möglichst geringer Luftgehalt im Silo gewährleistet werden.
Beim Silieren gehäckselten Materials ist ein Siloverteiler nicht unbedingt erforderlich, wird zur besseren Verteilung auf dem Siloplatz aber oft eingesetzt. Beim Schneiden im Ladewagen kann es jedoch zur Bildung kleiner Grasblöcke kommen, die Hohlräume unter den verfestigten Schnittkanten einschließen können. In solchen Hohlräumen kann es dann zu Fäulnisprozessen kommen, welche die Qualität des Futtersilos beeinträchtigen.
Der Siloverteiler wird am Heck in der Dreipunkthydraulik des Walztraktors befestigt und über die Zapfwelle angetrieben. Die Walze des Siloverteilers wird nach Bedarf abgesenkt und wirft das Gras vor dem rückwärtsfahrenden Traktor auf, löst dabei ungleichmäßige Verdichtungen auf und kann zum Umverteilen des Grases auf dem Siloplatz benutzt werden.
Zunächst wurden Siloverteiler oft aus alten LKW-Achsen selbst herstellt. Heute werden sie von diversen Herstellern angeboten. Neuere Versionen haben ein Gelenk mit Schwenkhydraulik, damit das Gras auch auf die Kanten des Silos verteilt werden kann, ohne dass der Walztraktor allzu dicht an die Kante heranfahren muss.